# AMO Plant
А/О «AMO Plant» — автомобилестроительное предприятие в Латвии. Основано в 2004 году в городе Елгава по инициативе мэра Москвы Юрия Лужкова и при поддержке Департамента имущества города Москвы.

## История
Акционерное общество «AMO Plant» было зарегистрировано в латвийском регистре предприятий 21 июня 2005 года, хотя годом основания компании традиционно считается 21 июля 2004 года, когда был заложен каменный фундамент завода. Завод был основан по инициативе Департамента имущества города Москвы и тогдашнего мэра Москвы Юрия Лужкова. Основная специальность «AMO Plant» — производство и адаптация к местному рынку автобусов и тракторов. Важнейшими стратегическими партнерами «AMO Plant» являлся голландский концерн VDL. Кроме того на территории завода действует отель «AMO Hotel».
В ноябре 2014 года было возбуждено дело о неплатежеспособности предприятия
В ноябре 2015 года Администрация Москвы продала принадлежавший ей автозавод AMO Plant в городе Елгава (Латвия) за 2,4 млн евро. Вложения этого крупнейшего акционера  (92,6%) составили с 2005 года 31 млн. евро. После объявления неплатежеспособности имущество завода было оценено в 2,719 млн. евро.
В 2016 году большую часть производственной территории автозавода приобрело немецкое машиностроительное предприятие AKG Thermotechnik Lettland, имеющее заводы по всему миру, в том числе действующее прибыльное предприятие в Елгаве, экспортирующее свою продукцию в Европу, США, Японию и другие страны. Планируется расширение производства алюминиевых теплообменников, но как вариант не исключается и продолжение производства автобусов.

## Концепция
Предусматривалось, что уникальное для постсоветских стран производство будет выпускать автобусы по спецзаказу – школьные,  туристические, кареты «скорой помощи» и так далее. Самоуправление Елгавы вошло в совместное предприятие участком земли,  основное финансирование и индустриальную технологию дала Москва, а know how производства придумала латвийская компания Ferrus, имевшая ранее большой опыт комплектации тракторов по спецзаказу для таких жарких стран, как Египет, на основе тракторокомплектов Минского завода.
"Мы разработали модель производственной системы, немножко подсмотрев ее у компании Toyota. Наша модель – это уход от массового производства", -- подчеркивал руководитель АМО Plant Алексей Маслов. И первой продукцией завода стали низкопольные городские автобусы  АМО Plant-VDL Ambassador, изготовленные для самоуправления Елгавы. Предприятие взяло на себя обслуживание новых автобусов по схеме оперативного лизинга, когда заказчик вносил только регулярную плату за пользование парком, но не должен был выкупать машины.

## Продукция
| Название                             | Вид кузова            | Произведено кол-во (в год) |
| ------------------------------------ | --------------------- | -------------------------- |
| AMO Plant-VDL Jonckheere             | Школьный автобус      |                            |
| AMO Plant-VDL Ambassador             | Низкопольный автобус  | 55                         |
| AMO Plant-VDL Futura Classic FLD-127 | Туристический автобус |                            |
| Daedong DK752/DK902                  | Универсальный трактор |                            |
| Беларус 1221Т.2                      | Универсальный трактор |                            |

## Бывшее руководство и акционеры
Руководство А/О «AMO Plant»:
- Валерий Юхневич — исполнительный директор.

Совет директоров (Совет Общества) А/О «AMO Plant»:
- Бондаренко Глеб Валериевич - Председатель Совета;
- Березин Андрей Юрьевич - заместитель Председателя Совета;
- Мадатова Кристина Артуровна;
- Гладун Михаил Михайлович;
- Захаров Игорь Владимирович;
- Маслов Алексей. (2004-2014)

Акционеры А/О «AMO Plant»:
- Департамент имущества города Москвы — 92,6 %;
- Елгавская дума — 2,7 %;
- АО «АМО ЗИЛ» — 4,4 %;
- АО «Ferrus» — 0,3 %.